# Arnošt Martínek
Arnošt Martínek (* 21. července 1952 Vítkovice) je český internista a vysokoškolský pedagog, v letech 2008 až 2010 děkan Fakulty zdravotnických studií OU a v letech 2017 až 2020 děkan nástupnické Lékařské fakulty Ostravské univerzity (LF OU). 

## Život
Narodil se v červenci 1952 ve Vítkovicích v Ostravě. Základní školu absolvoval v letech 1958 až 1967 v ostravských Proskovicích. V letech 1967 až 1970 poté absolvoval studium na SVVŠ Ostrava-Zábřeh. V letech 1970 až 1976 studoval na Lékařské fakultě Univerzity Palackého (LF UP). V letech 1976 až 1980 působil jako mladší sekundární lékař na interní klinice Fakultní nemocnice Ostrava. V roce 1980 získal atestaci I. stupně pro obor vnitřní lékařství, o tři roky později získal atestaci II. stupně pro tentýž obor. V letech 1980 až 1983 působil Martínek jako starší sekundární lékař na interní klinice, v roce 1984 se stal zástupcem přednosty kliniky. Ve funkci setrval do roku 1987, kdy se stal přednostou této kliniky. V roce 1987 začal zároveň externě vyučovat na své alma mater a stal se kandidátem věd.
V roce 1993 se stal vyučujícím na nově vzniklé Fakultě zdravotnických studií Ostravské univerzity. Téhož roku se stal členem kolegia děkana fakulty. V roce 1996 se stal vedoucím Katedry klinických předmětů FZS OU. V letech 1997 až 1999 působil jako externí vyučující na VŠB-TUO. V roce 2004 začal vyučovat na Institutu postgraduálního vzdělávání ve zdravotnictví v Praze. Od roku 1988 Martínek působí také jako soudní znalec pro obor zdravotnictví při Krajském soudu v Ostravě. V roce 2003 se stal členem vědecké rady LF UP a od roku 2007 je členem zdravotní komise magistrátu města Ostravy. V roce 2007 začal působit také jako krajský konzultant Moravskoslezského kraje pro obor vnitřní lékařství. V roce 2004 se habilitoval v oboru vnitřní lékařství.
V roce 2002 se stal čestným členem České internistické společnosti a v roce 2016 mu byla udělena cena Moravskoslezského kraje za mimořádný přínos k rozvoji kraje.

### Děkan
V roce 2008 se Martínek stal děkanem FZS OU, když ve funkci nahradil Jaroslava Slaného. Ve funkci setrval do roku 2010, kdy jej nahradil Jaroslav Horáček, a kdy se fakulta transformovala na Lékařskou fakultu. Martínek se poté opět stal děkanem fakulty poté, co nahradil Pavla Zonču, který byl odvolán v roce 2016. V červenci 2018 však fakultu začali vést dva děkani (Martínek i Zonča) poté, co soud konstatoval, že Zonča byl z funkce děkana v roce 2016 odvolán protiprávně (v důsledku procesní chyby). Podle médií byli tou dobou Martínek i Zonča ve sporu a funkci děkana vykonávali oba dva. Rektor univerzity Jan Lata se pokusil Zončovi dočasně výkon funkce pozastavit, nicméně Zonča se v tomto sporu rovněž obrátil na soud, který konstatoval, že Lata Zončovi zabránil vykonávat funkci protiprávně; akademický senát ale Zonču poté obratem opět odvolal.
Martínek v důsledku celé situace z funkce děkana nakonec raději odstoupil a řízení fakulty převzal rektor univerzity Lata. V prosinci 2018 se tak konala nová volbě děkana, která měla nastalou situaci vyřešit. V ní byl Martínek opět zvolen děkanem fakulty. Martínek byl přitom kritizován proto, že měl během svého působení ve funkci údajně umožnit na fakultě studium studentům, kteří vůbec neabsolvovali přijímací řízení.
V listopadu 2019 se akademický senát LF OU rozhodl Martínka odvolat. Ten uvedl, že se proti rozhodnutí senátu bude bránit právní cestou. Martínek měl být odvolán k 2. lednu 2020. Soud poté ale v únoru 2020 rozhodl, že Martínek byl odvolán protiprávně a těsně před konáním volby nového děkana Martínka zpět instaloval do funkce.
Na jaře 2020 poté hodnotící komise Národního akreditačního úřadu nedoporučila schválit fakultě akreditaci pro obor všeobecné lékařství. V létě 2020 skutečně úřad neudělil univerzitě pro obor novou akreditaci a univerzita tak vůbec nemohla přijímat nové studenty. Martínek poté uvedl, že na funkci děkana v důsledku nastalé situace nejpozději v září 2020 rezignuje. Na funkci děkana pak skutečně rezignoval poté, co do funkce nastoupil nově zvolený děkan, epidemiolog Rastislav Maďar. V dubnu 2021 se nakonec fakultě po téměř ročním úsilí podařilo akreditaci opět získat.